# Александрос Заїміс
Але́ксандрос Заї́міс (грец. Αλέξανδρος Ζαΐμης; 9 листопада 1855 — 15 вересня 1936) — грецький політик, прем'єр-міністр Греції, президент Другої республіки.

## Життєпис
Син Фрасівулоса Заїміса, прем'єр-міністра Греції (1869–1870 та 1871). Навчався в Парижі. Обраний депутатом грецького парламенту від партії Теодороса Деліянніса. У 1890–1891 роках був міністром юстиції в кабінеті останнього, 1893 року — головою палати.
1897 року, після падіння уряду Деліянніса, Александрос Заїміс сформував новий кабінет, в якому об'єднав прибічників попереднього прем'єра з прихильниками політики Харілаоса Трікупіса. Мав важкий обов'язок закінчити греко-турецьку війну та укласти невигідний для Греції мирний договір, що кабінет і виконав. Він протримався при владі два роки та вийшов у відставку 1899, поступившись місцем Георгіосу Феотокісу. У XX столітті ще п'ять разів обіймав посаду глави грецького уряду.